# Backstreet's Back Behind The Scenes
Backstreet's Back Behind The Scenes es la segunda compilación de videos realizada por Backstreet Boys, incluye imágenes inéditas, entrevistas y el detrás de cámaras de 2 de sus videos pertenecientes al álbum Backstreet's Back.

## Contenido
1. The Making Of Everybody (Backstreet's Back)

2. Everybody (Backstreet's Back) [Extended Dance Mix With Dialoge]

3. On The Set Of As Long As You Love Me

4. As Long As You Love Me

5. All I Have To Give (Fragmento Previo)
- Datos: Q5716126